# Shatur-Gudur
«Shatur-Gudur» або «Шатур-Ґудур» — кримськотатарський музичний гурт, що грає у стилі етнічний панк-рок. Є першим і на разі єдиним, що використовує кримськотатарську мову в цьому музичному жанрі.
Назву «Şatur-Gudur» можна перекласти як «Шум-гам», «Переполох» або «Гармидер». Студійний концепт гурту існував з 2008 року, а постійний склад сформувався у 2016. За словами музикантів, ідея створення кримськотатарського гурту виникла через бажання чути національні кримськотатарські мотиви. Вперше гурт «Shatur-Gudur» прозвучав на кримському радіо «Meidan-FM», а прем'єра дебютного кліпу відбулася в ефірі кримськотатарського телеканалу ATR. 

## Історія
Засновники колективу брати Джеміль та Сулейман Мамутови народилися в Узбекистані в депортації. У 1989 році, коли кримські татари отримали можливість оселятися в Криму, сім'я переїхала до села П'ятихатка (Бешуйли). Через кілька років перебралися в село Білоглинка (Актачи-Кият), а в 1997 оселилися в Сімферополі, де хлопці почали відвідувати музичну школу: Джеміль вчився грати на барабанах, а Сулейман — на ксилофоні. Згодом Джеміль покинув барабани і зайнявся гітарою. Крім того батько Бекір Мамутов — засновник і головний редактор газети «Къырым» — залучав їх до роботи над газетою.
2005 року брати Мамутови з однодумцями почали репетирувати в гаражі. Сулейман писав тексти кримськотатарською, а Джеміль підбирав до них мелодії. Згодом гурт отримав назву «Şatur-Gudur» (Шум-гам) і почав виступав у клубах Сімферополя. 
Гурт отримав першу популярність після конкурсу кліпів кримськотатарською на радіо Meydan FM у 2013 році. Хоча їхнє відео на пісню «Qış-93» (Зима-93) не перемогло, вони здобули приз глядацьких симпатій та 10 тисяч гривень (1250 дол. США). Текст пісні було написано ще в Білоглинці, в ньому йдеться про метафоричну першу зиму в Криму після повернення з депортації.
Після анексії Криму в 2014 році Джеміль переїхав до Києва (Сулейман переїхав іще раніше на навчання). До гурту приєдналися нові музиканти: гітарист Фікрет Ідрісов і вокаліст Бекір Хайбуллаєв. У квітні 2017 «Шатур-Ґудур» видали перший альбом — «Burundan çıqtı», що з кримськотатарської означає «Щоб тобі це вийшло боком» (назва пов'язана з кумедним випадком у візовому центрі). В лютому 2019 відбувся реліз міні-альбому «КПВВ. Sıñırlar hayır» (Щасливого переходу кордонів).
У своїх текстах музиканти використовують розмовну кримськотатарську, яку порівнюють за стилем із мовою «Братів Гадюкіних».

## Склад
- Джеміль Мамутов — бек-вокал, бас
- Сулейман Мамутов — ударні, бек-вокал
- Фікрет Ідрісов — гітара
- Бекір Хайбуллаєв — вокал

## Дискографія
- 2017 - Burundan çıqtı[6]
- 2019 - КПВВ. Sıñırlar hayır EP[7]